# Tancrède Bastet
Tancrède Bastet est un peintre français né à Domène le 16 avril 1858 et mort à Grenoble le 12 mai 1942.

## Biographie
Jean Célestin Tancrède Bastet suit les cours de l'École des beaux-arts de Grenoble où il est élève d'Aimé Charles Irvoy, puis ceux des Beaux-Arts de Paris dans l'atelier d'Alexandre Cabanel, où il est admis à concourir en 1885, sans succès, pour le prix de Rome. Il utilise toutes les techniques : dessin, aquarelle, pastel, huile. Il est surtout connu comme portraitiste d'un académisme rigoureux. Il voyage à l'étranger — Afrique du Nord, Inde — ce qui lui permet de renouveler son inspiration. Il est aussi auteur de scène de genre, de nus et de paysages.
En 1919, il est candidat au poste de conservateur du musée de Grenoble en succession de Jules Bernard, mais on lui préfère Andry-Farcy.
Ami de Théodore Ravanat, il fait partie du groupe de peintres se réunissant à Proveysieux, où il peint plusieurs paysages. Il est parfois rattaché à l'école dauphinoise.
Il forme de nombreuses élèves, dont Henriette Deloras.
Ses œuvres sont notamment conservés au musée de Grenoble, au musée dauphinois, au musée de l'Ancien Évêché de Grenoble, au musée de Bourgoin-Jallieu et au musée des Beaux-Arts de Lyon.

## Distinctions
- Chevalier de la Légion d'honneur (1910)

## Œuvres dans les collections publiques
- Grenoble, musée de Grenoble :
  - Le Credo, vers 1892[1] ;
  - L'Atelier Cabanel à l'École des beaux-arts, 1883[2] ;
  - Portrait de Xavier Roux, 1885[3] ;
  - Le Maître d'armes, 1890[4] ;
  - Les Pénitents blancs du Briançonnais, 1897[5] ;
  - Portrait de Jules Bernard, 1902[6] ;
  - Le Charmeur de serpents à Bénarès, 1904[7] ;
  - Jeune fille au Tanagra, 1904 ;
  - Autoportrait, 1914[8].
- Voiron, musée Mainssieux : Le Gardeur de dindons, 1889[9].

Œuvres de Tancrède Bastet
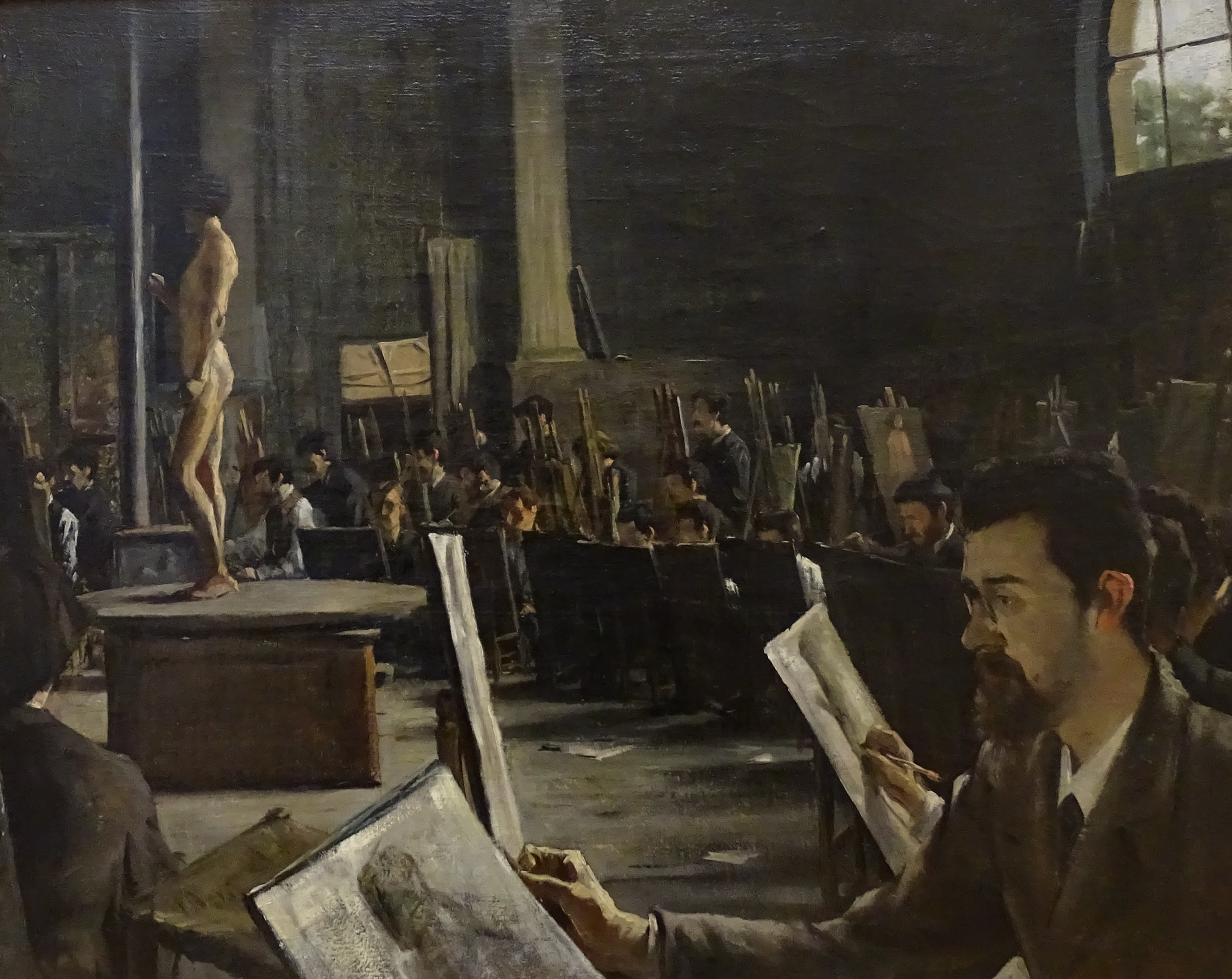
L'Atelier de Cabanel à l'École des beaux-arts, 1883, musée de Grenoble.
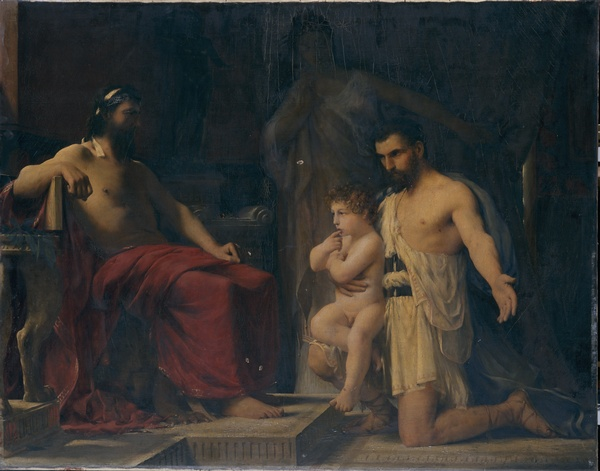
Thémistocle se réfugie chez Admète, 1885, musée de Grenoble.
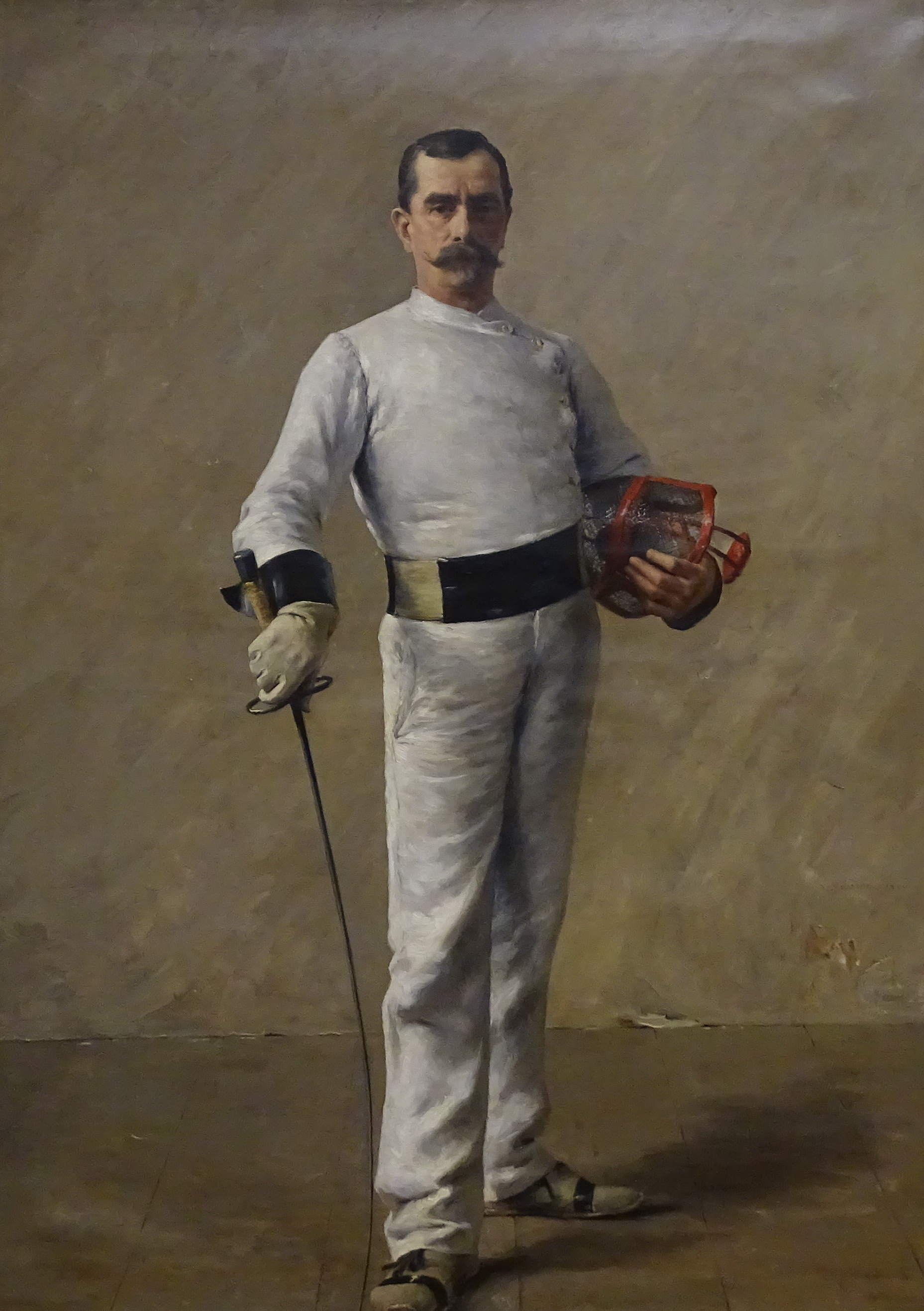
Le Maître d'armes, 1890, musée de Grenoble.
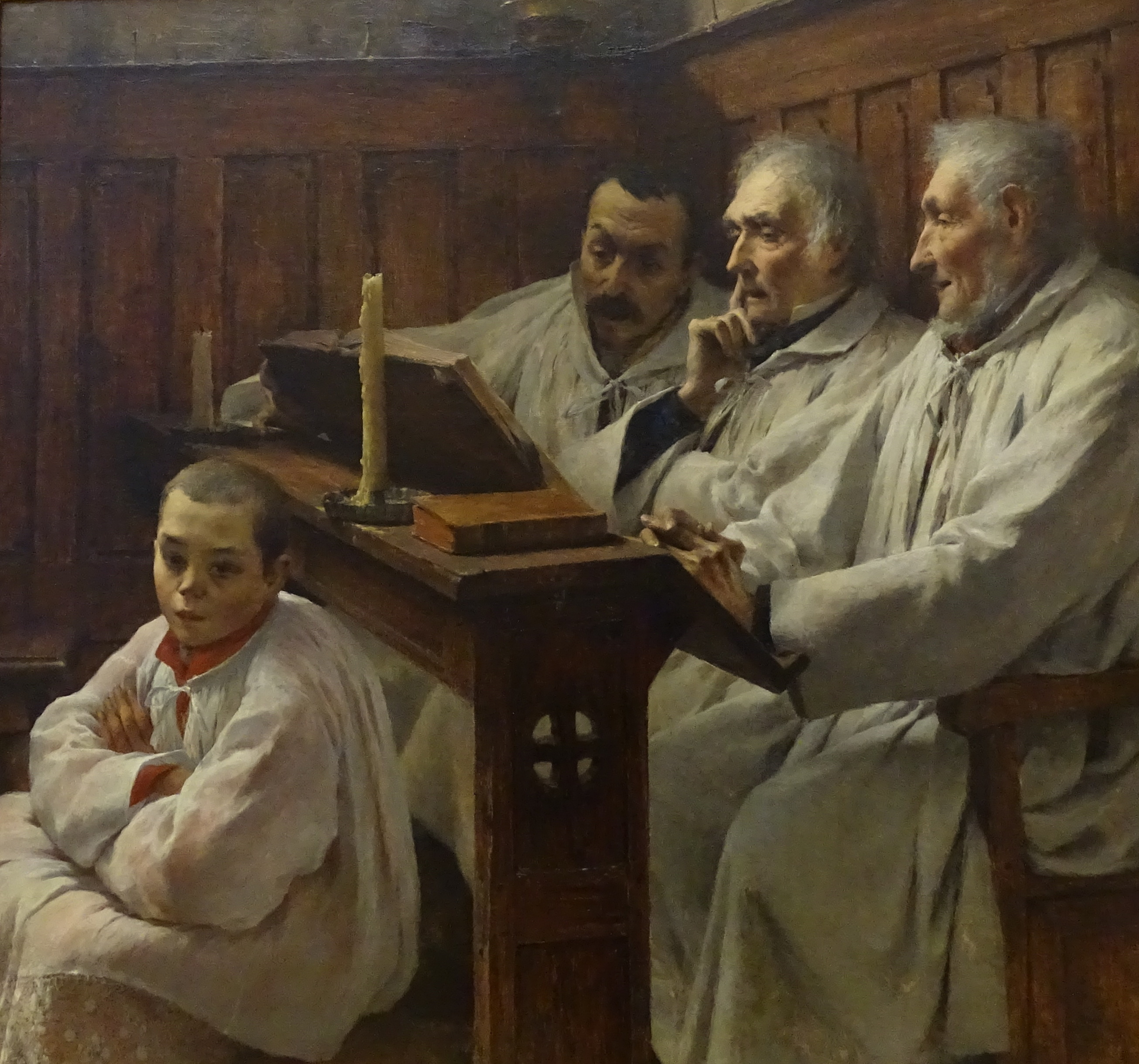
Le Credo, vers 1892, musée de Grenoble.
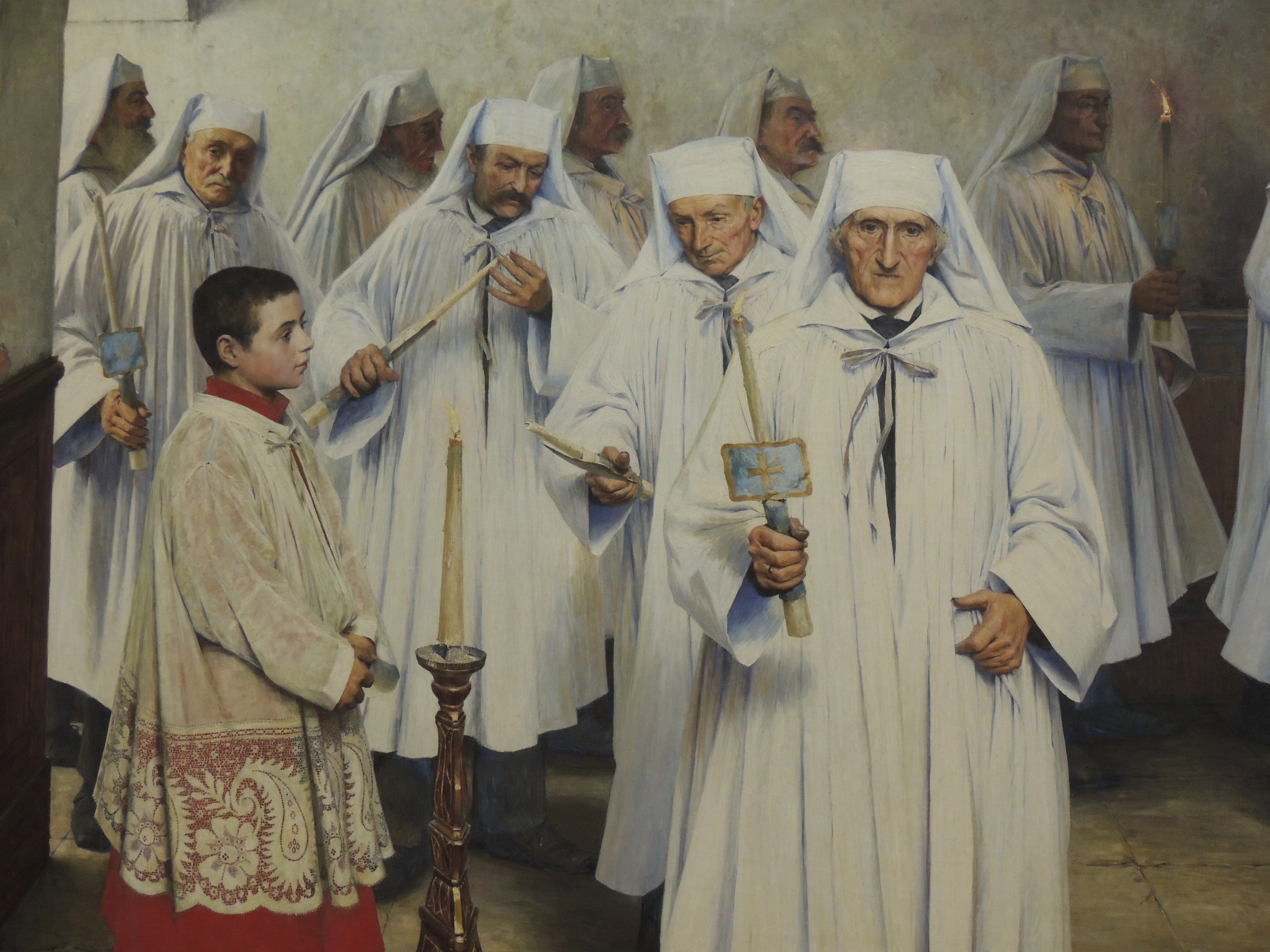
Les Pénitents blancs du Briançonnais, 1897, musée de Grenoble.
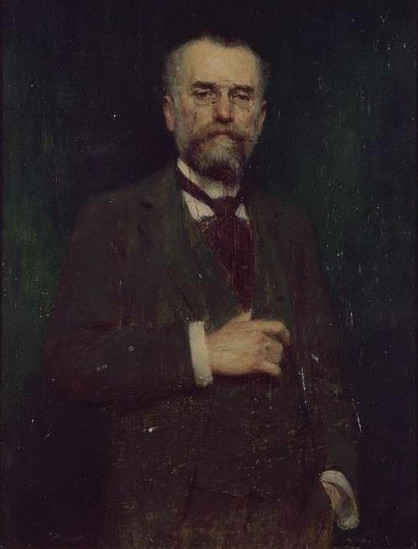
Jules Bernard, 1902, musée de Grenoble.
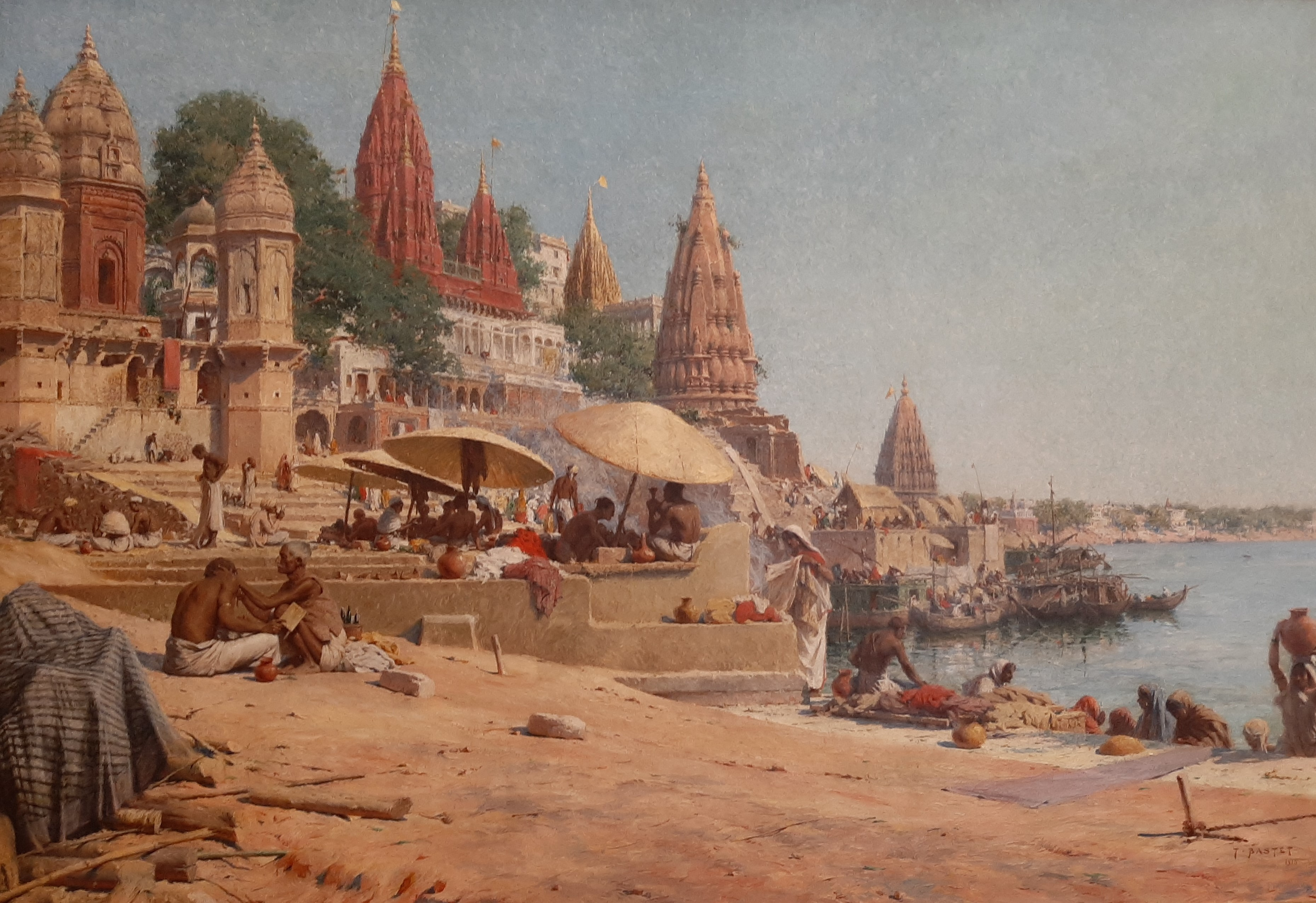
Bénarés, les bords du Gange, 1915, musée de Grenoble.